# Rhampholeon uluguruensis
Rhampholeon uluguruensis este o specie de cameleoni din genul Rhampholeon, familia Chamaeleonidae, descrisă de Colin Tilbury și Emmrich 1996. Conform Catalogue of Life specia Rhampholeon uluguruensis nu are subspecii cunoscute.